# Hermespand
Hermespand ist ein Ortsteil der Ortsgemeinde Weinsheim im Eifelkreis Bitburg-Prüm in Rheinland-Pfalz. Bis Ende 1970 war Hermespand eine eigenständige Gemeinde.

## Geographische Lage
Hermespand liegt im Naturpark Nordeifel nordwestlich des Hauptortes Weinsheim im Prümtal westlich des Waldgebietes „Hardt“. Die Kreisstraße K 164 verbindet den Ort mit Olzheim im Norden und Dausfeld im Süden.
Zu Hermespand gehört auch der Wohnplatz Bahnhof Willwerath und das Jagd- und Bauernhaus Hubertusblick.

## Geschichte
Der Ort entstand vermutlich im 10. Jahrhundert. Die erste urkundliche Erwähnung als „Hermenbanenem“ erfolgte im Jahr 1068 in einer Schenkungsurkunde des Prümer Abtes Rupert. In einem Schiedsspruch des Kaisers Heinrich IV. über die Rechte und Pflichten der Vögte der Abtei Prüm aus dem Jahr 1103 wurde der Ort „Herisbesbanefeth“ genannt. Im Kommentar des Caesarius zum Prümer Urbar aus dem Jahr 1222 heißt der Ort „Hermansbanyde“ und „Hermanesbanede“. Hermespand war Sitz einer kurtrierischen Schultheißerei bzw. eines Hofbezirks, zu der auch die Orte Dausfeld und Willwerath gehörten. Bis Ende des 18. Jahrhunderts gehörte Hermespand zum Kurfürstentum Trier und war der Gerichtsbarkeit des Amtes Prüm unterstellt. Im Jahr 1684 wurden in Hermespand drei Feuerstellen (Haushalte) gezählt, 1787 hatte der Ort 45 Einwohner.
Im Jahr 1794 hatten französische Revolutionstruppen das Linke Rheinufer besetzt. Unter der französischen Verwaltung war Hermespand von 1798 an dem Kanton Prüm zugeordnet, der zum Departement der Saar gehörte. Aufgrund der Beschlüsse auf dem Wiener Kongress wurde 1815 die Region dem Königreich Preußen zugeordnet. Unter der preußischen Verwaltung gehörte die Gemeinde Hermespand zur Bürgermeisterei Olzheim im Kreis Prüm des Regierungsbezirks Trier. Im Jahr 1843 hatte die Gemeinde Hermespand 76 Einwohner, die in 13 Häusern wohnten, alle Einwohner waren katholisch.
Im Jahr 1896 kam die Gemeinde zur Bürgermeisterei Prüm-Land, die 1927 in „Amt Prüm-Land“ umbenannt wurde und aus der 1968 die heutige Verbandsgemeinde Prüm entstand.
Am 1. Januar 1971 wurde die bis dahin eigenständige Gemeinde Hermespand mit seinerzeit 114 Einwohnern Teil der neu gebildetem Gemeinde Gondelsheim (am 1. Mai 1980 umbenannt in Weinsheim).

## Kultur und Sehenswürdigkeiten
- Römisch-katholische Kapelle St. Ursula von 1780

St. Ursula
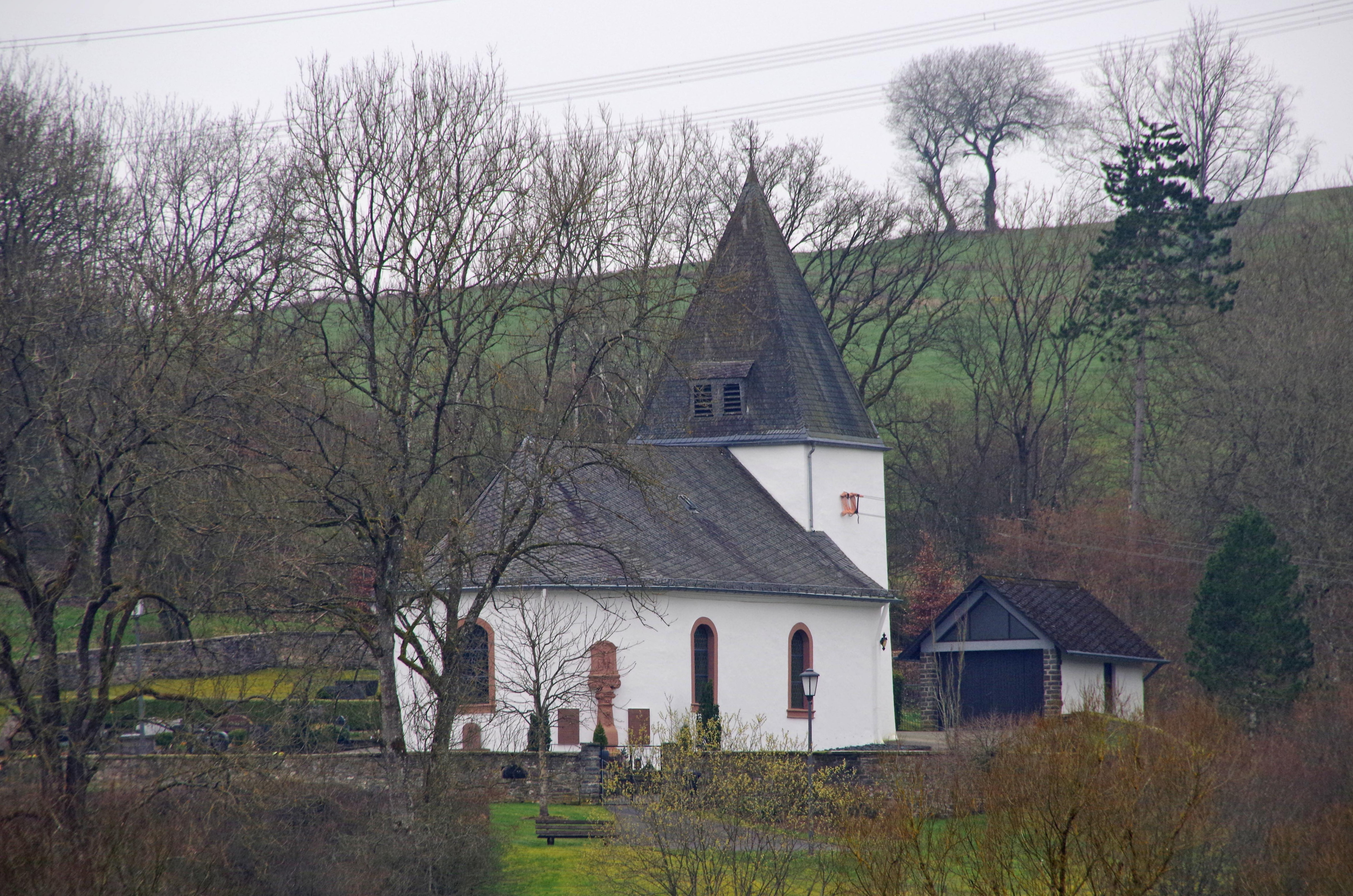
Außenansicht
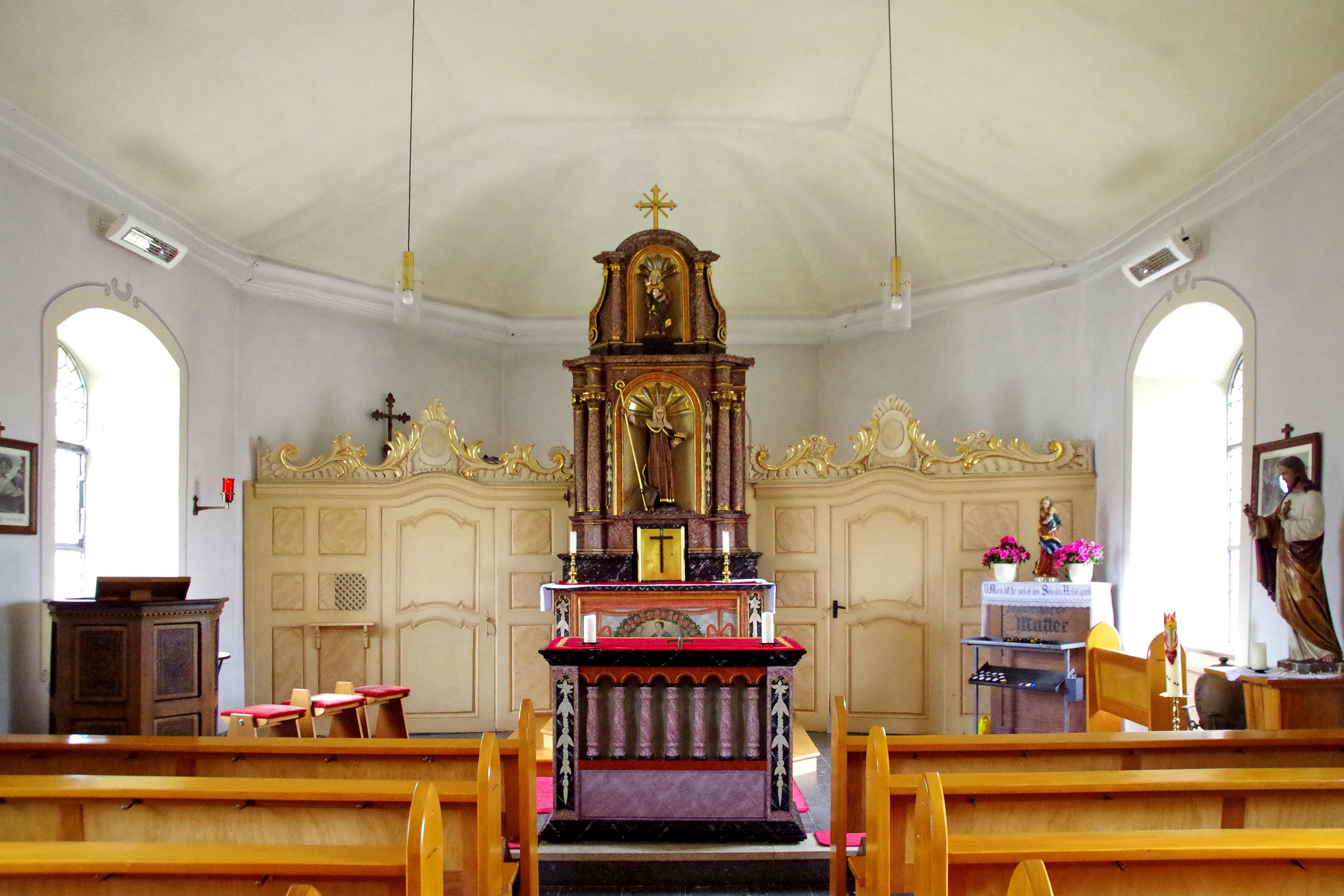
Innenraum
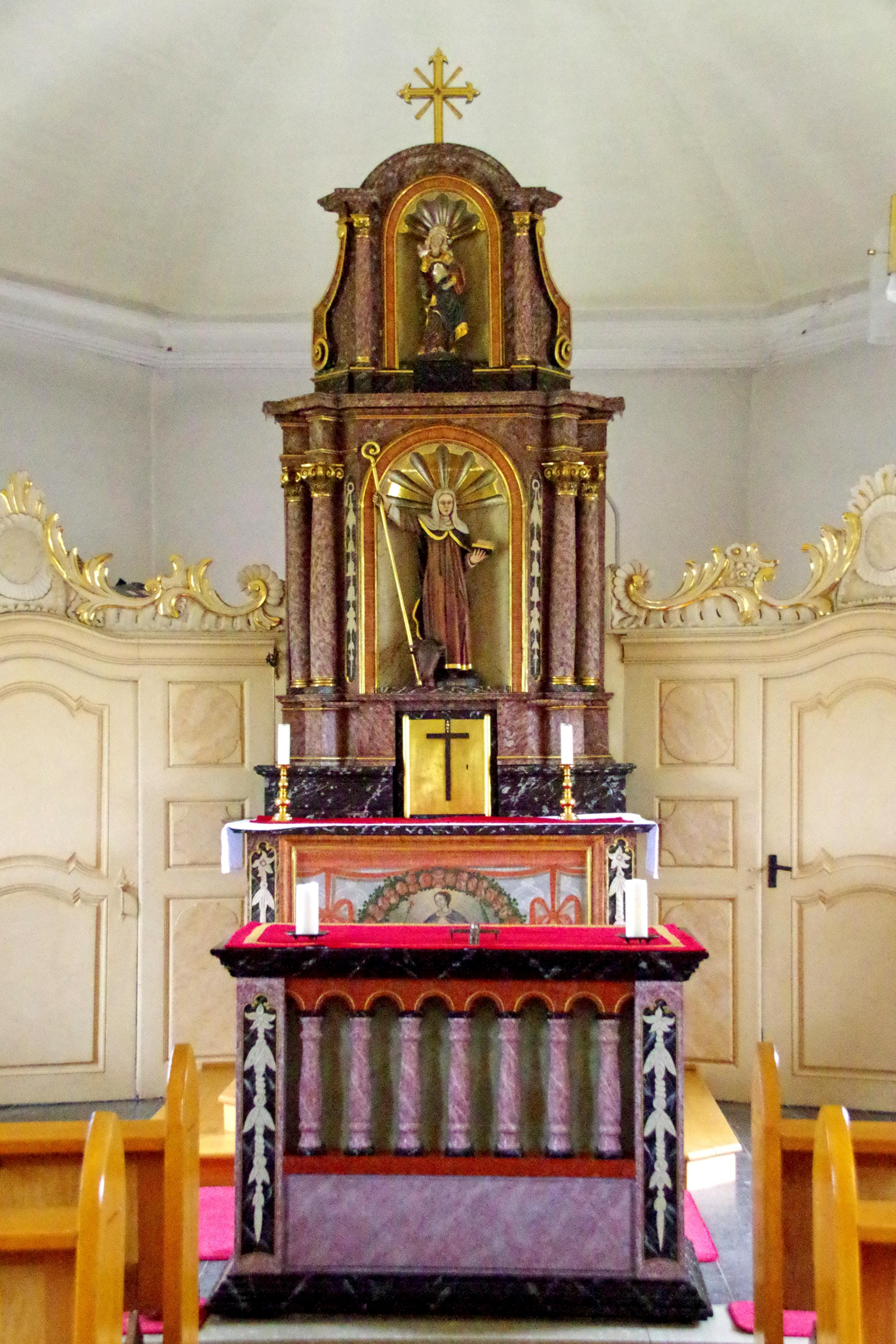
Barocker Hochaltar
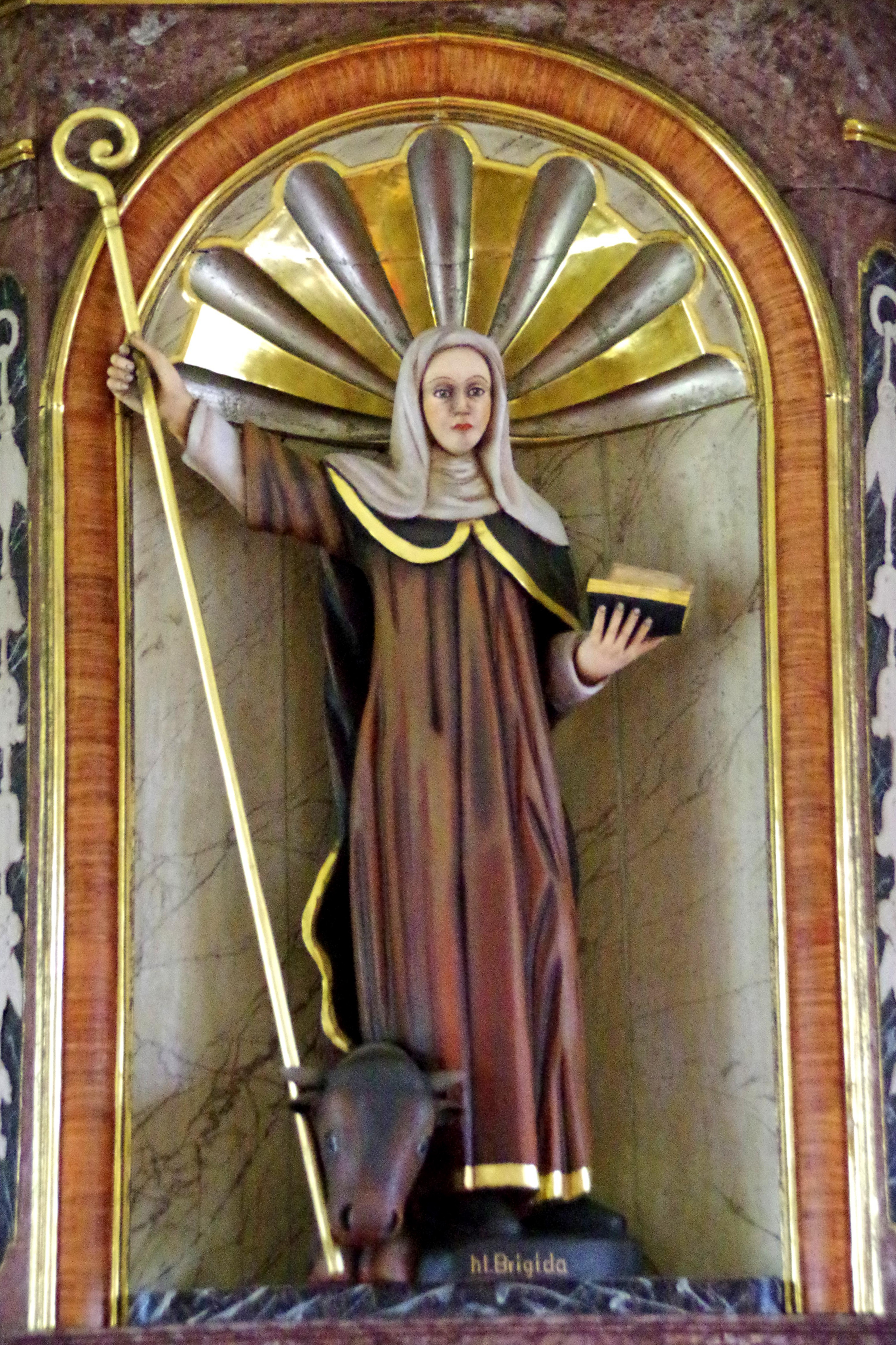
Statue der hl. Ursula
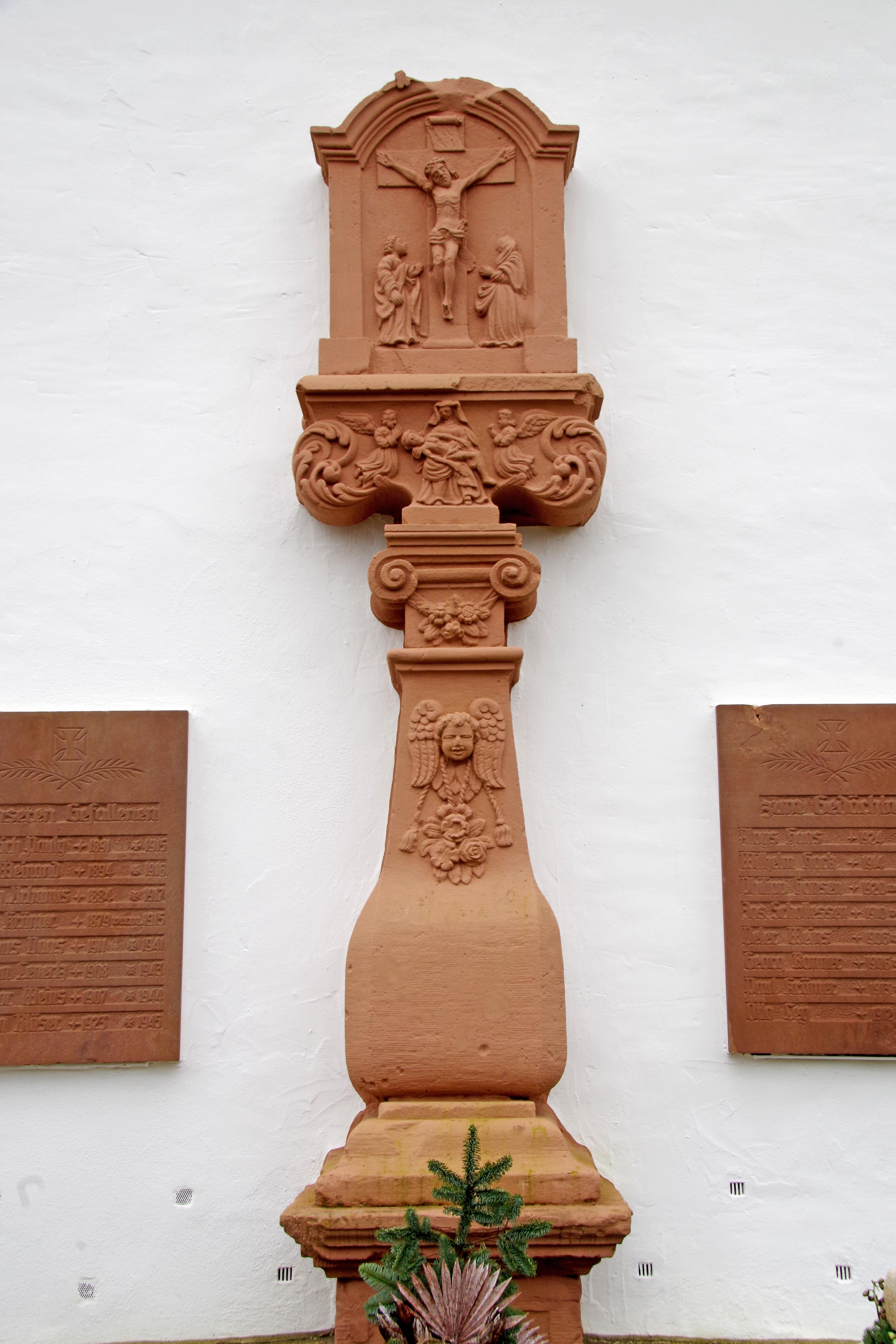
Bildstock am Chor

## Bevölkerungsentwicklung
| Jahr | Einwohner |
| ---- | --------- |
| 1843 | 76        |
| 1933 | 105       |
| 1939 | 111       |
| 2014 | 177       |